# 基督教週報
基督教週報，為香港基督教傳播媒體，由香港華人基督教聯會於1964年8月30日創辦，由時任聯會主席的黃作牧師促成。基督教週報定期報道香港教會消息， 以培育基督徒及宣揚基督教真理為宗旨， 為香港基督教出版最悠久的報刊之⼀。
基督教週報現由香港華人基督教聯會的出版部每週出版，是具代表性的香港教會喉舌，並定期邀約神學院教授、教會牧師及信徒領袖撰文。